# Slavische Propyläen
Slavische Propyläen ist eine slawistische monografische Reihe mit Texten in Neu- und Nachdrucken, die in München bei Fink und anfangs in München im Eidos-Verlag erschien. Sie erscheint seit 1963 unregelmäßig. Autorisierte ISSN 0583-5402. Die folgende Übersicht erhebt keinen Anspruch auf Aktualität oder Vollständigkeit:

## Bände (Auswahl)
- An anthology of church Slavonic texts of western (Czech) origin. München : Fink, 1979
- Rasskazy. Belyj, Andrej. - München : Fink, 1979
- Dokuka i balagur’e. München : Fink, 1976, Nachdr. d. Ausg. Petersburg 1914.
- Vor. Leonov, Leonid M.. - München : Fink, 1975, Nachdr. d. 1., von d. heutigen stark abweichenden Fassung nach d. Ausg. Moskau, Leningrad 1928 / mit e. Einl. von Friedrich Scholz.
- Dubrovnik ponovljen. Palmotić, Jaketa. - München : Fink, 1974, Nachdr. d. Ausg. Dubrovnik 1878 / mit e. Einl. von Johannes Holthusen.
- Peterburg Belogo. Ivanov-Razumnik. - München : Fink, 1972, Teilnachdr. d. Buches Veršiny, Petrograd 1923 / mit e. Vorbemerkung von Dmitrij Tschižewskij.
- Rannie rasskazy. Leonov, Leonid M.. - München : Fink, 1972, Nachdr. d. Ausg. von 1923 u. 1926 / mit e. Einl. u. Kommentaren von Friedrich Scholz.
- Russkaja literatura XX. [dvadcatogo] veka. München : Fink, 1972, Nachdr. aller erschienenen Teile, Moskva 1914 - 16.
- Russkaja poėzija 18. [vosemnadcatogo] veka. Gukovskij, Grigorij A.. - München : Fink, 1972, Nachdr. d. Ausg. Leningrad 1927
- Sěvernye cvěty. München : Fink, 1972, Nachdr. d. Ausg. 1 - 5 d. Almanachs mit e. alphabet. Gesamtinhaltsverz.
- Svoeručnye zapiski. Dolgorukova, Natal’ja B.. - München : Fink, 1972, Nachdr. d. Ausg. Petersburg 1913 / mit Zeugnissen z. Wirkungsgeschichte d. Textes hrsg. u. eingel. von Alois Schmücker.
- Trudy po istorii russkogo i ukrainskogo jazykov. Vasil’ev, Leonid L.. - München : Fink, 1972, Repr. of the original publications in journals and series / ed. and with introd. by George Y. Shevelov.
- Tvorimaja legenda. Sologub, Fëdor. - München : Fink, 1972, Nachdr. d. Bd. 18. - 20 d. Gesamtausg. d. Werke Sologubs, St. Petersburg 1914 / mit e. Einl. von Johannes Holthusen.
- Virši jeromonacha Klimentija Zinovijeva sina. Clemens, Zenobianus. - München : Fink, 1972, Nachdr. von Peretc’ Ausg. Lemberg 1912 / mit e. Einl. von Dmitrij Tschiževskij
- Četyre simfonii. Belyj, Andrej. - München : Fink, 1971, Nachdr. d. Ausg. Moskau 1917, 1905 u. 1908 mit e. Einl. / v. Dmitrij Tschižewskij
- Die Chronik des Symeon Metaphrastes und Logothetes. Simeon, Metaphrastes. - München : Fink, 1971, Nachdr. d. slav. Übers. in d. Ausg. von V. I. Sreznevskij / mit e. Einl. von Robert Zett.
- Glossalolija. Belyj, Andrej. - München : W. Fink, 1971, Nachdr. d. Ausg. Berlin, Ėpocha, 1922. Mit e. Einf. von Dmitrij Tschižewskij
- Izabrana djela iz slavenske akcentuacije. Ivšić, Stjepan. - München : W. Fink, 1971
- Literaturovedenie. München : W. Fink, 1971
- Mašiny i volki. Pil’njak, Boris. - München : W. Fink, 1971, Nachdr. d. Ausg. Leningrad, Gosudarstvennoe izd., 1925
- Moi vospominanija. Fet, Afanasij A.. - München : Fink, 1971, Nachdr. d. zweibändigen Ausg. Moskau 1890.
- Nepostižimoje. Frank, Semen Ljudvigovič. - München : Fink, 1971, Nachdr. d. Ausg. Paris 1939.
- Nesobrannye proizvedenija. Cvetaeva, Marina. - München : Fink, 1971, Ausgew. frühe Gedichte im Neudr. sowie verstreut erschienene Werke im Nachdr. von Einzelausg. u. Zeitschriftenveröffentlichungen / mit e. Nachw. u. Literaturangaben hrsg. von Günther Wytrzens.
- Ognennyj angel. Brjusov, Valerij Jakovlevič. - München : W. Fink, 1971, Nachdr. d. rev. Ausg. Moskau, Knigoizd. Skorpion, 1909. Mit e. Einf. von Brigitte Flickinger
- Otrečennye povesti. Remizov, Aleksej Michajlovič. - München : Fink, 1971, Nachdr. von Bd. 7 d. Gesammelten Werke, Petersburg 1910 - 12.
- Posolon’. Remizov, Aleksej Michajlovič. - München : W. Fink, 1971, Nachdr. [d. Ausg.] St. Petersburg, Izd. Šipovnik, 1910 - 1912. Mit e. Einf. von Katharina Oestreich-Geib
- Prud. Remizov, Aleksej Michajlovič. - München : Fink, 1971, Nachdr. von Bd. 4 d. Gesammelten Werke, Petersburg 1910 - 12 / mit e. Vorw. von Katharina Oestreich-Geib.
- Rannije gody moej žizni. Fet, Afanasij A.. - München : Fink, 1971, Nachdr. d. Ausg. Moskau 1893.
- Rasskazy / 1. (Neuemnyj buben i dr.). 1971, Nachdr. von Bd. 1 d. Gesammelten Werke, Petersburg 1910 - 12.
- Rasskazy / 2. (Časy i dr.). 1971, Nachdr. von Bd. 2 d. Gesammelten Werke, Petersburg 1910 - 12.
- Rasskazy / 3. (Krepos_t28 i dr.). 1971, Nachdr. von Bd. 3 d. Gesammelten Werke, Petersburg 1910 - 12.
- Rasskazy / 4. (Krestovye sestry i dr.). 1971, Nachdr. von Bd. 5 d. Gesammelten Werke, Petersburg 1910 - 12.
- Rusa_l28nyje dejstva. Remizov, Aleksej Michajlovič. - München : Fink, 1971, Nachdr. von Bd. 8 d. Gesammelten Werke, Petersburg 1910 - 12.
- Russkoe stichosloženie. Tomaševskij, Boris Viktorovič. - München : W. Fink, 1971, Nachdr. d. Ausg. Petrograd, Academia, 1923
- Slawo-deutsches und Slawo-italienisches. Schuchardt, Hugo. - München : W. Fink, 1971, [Repr. d. Ausg.] Graz, Leuschner u. Lubensky, 1884. Mit Schuchardts übrigen Arbeiten z. Slavistik u. mit neuen Reg. hrsg. u. eingel. von Dietrich Gerhardt
- Sobranie sočinenij. Oreus, Ivan I.. - München : W. Fink, 1971, Nachdr. d. Ausg. Moskau, Knigoizd. Skorpion, 1904
- Vvedenie v metriku. Žirmunskij, Viktor Maksimovič. - München : W. Fink, 1971, Nachdr. d. Ausg. Leningrad, Academia, 1925
- Anna Achmatova. Vinogradov, Viktor V.. - München : W. Fink, 1970, Nachdr. d. Ausg. Petrograd, Centr. kooperativnoe izd. Mysl’, 1922 u. Leningrad 1925
- Bajron i Puškin. Žirmunskij, Viktor Maksimovič. - München : W. Fink, 1970
- Bol’šoe serdce. Pil’njak, Boris. - München : Fink, 1970, Nachdr. d. Bde 6 u. 7 d. Werkausg. Moskau/Leningrad 1929/30
- Byl’e. Pil’njak, Boris. - München : W. Fink, 1970, Nachdr. d. Ausg. Reval, Izd. Bibliofil, 1922. Mit e. Einl. u. bibliograph. Hinweisen von Adelheid Schramm
- Choženie. Daniil, Palomnik. - München : W. Fink, 1970, Nachdr. d. Ausg. von Venevitinov 1883/1885. Mit e. Einl. u. bibliograph. Hinweisen von Klaus Dieter Seemann
- Der Hl. Clemens. Tunickij, Nikolaj L.. - München : W. Fink, 1970, Nachdr. d. Ausg. Sergiev-Posad, Tipogr. Sergievoj Lavry, 1913
- Die altrussischen hagiographischen Erzählungen und liturgischen Dichtungen über den Heiligen Avraamij von Smolensk. München : W. Fink, 1970, Nachdr. d. Ausg. von S. P. Rozanov, Petersburg, Tipogr. Imp. akad. nauk, 1912 / Mit e. Vorbemerkung von Dmitrij Tschižewskij
- Die byzantinische Geschichte. Johannes, Zonaras. - München : W. Fink, 1970
- Kompozicija liričeskich stichotvorenij. Žirmunskij, Viktor Maksimovič. - München : W. Fink, 1970, Nachdr. d. Ausg. Petersburg, Izd. Opojaz, 1921 / Mit e. Vorw. von Karl Eimermacher
- Lef / Bd. 1. / Hefte 1-4. (1923). 1970, Nachdr. [d. Ausg.] Moskva, Petrograd 1923 d. v. V. V. Majakovskij hrsg. Zeitschrift
- Legenda o velikom inkvizitore. Rozanov, Vasilij Vasil’evič. - München : W. Fink, 1970, Nachdr. d. Ausg. St. Petersburg, Pirožkov, 1906. Mit e. Einl. in dt. u. Bemerkungen z. Stil in russ. Sprache von Dmitrij Tschižewskij
- Literaturnij dnevnik. Gippius, Zinaida. - München : W. Fink, 1970, Nachdr. d. Ausg. Petersburg, Izd. Pirožka, 1908
- Mečta i mysl’ I. S. Turgeneva. Geršenzon, Michail Osipovič. - München : W. Fink, 1970, Nachdr. d. Ausg. Moskau 1919. Mit neuen Reg.
- Moj Puškin. Brjusov, Valerij Jakovlevič. - München : W. Fink, 1970, Nachdr. d. Ausg. Moskau/Leningrad, Gos. Izd., 1929
- Novyj lef / Bd. 1. / Jg. 1. (1927). 1970, Nachdr. [d. Ausg.] Moskva 1927
- O stiche. Tomaševskij, Boris Viktorovič. - München : W. Fink, 1970, Nachdr. d. Ausg. Leningrad, Izd. Priboj, 1929
- Panaugia. Comenius, Johann Amos. - München : Fink, 1970, Nachdr. d. Ausg. von 1660 / mit e. Einl. von Dmitrij Tschižewskij.
- Poėtika. München : Fink, 1970, Nachdr. d. Ausg. Leningrad 1926–29
- Poety simvolizma. München : W. Fink, 1970, Nachdr. d. Ausg. Petersburg, Vol’f, 1908
- Rasskazy i povesti. Brjusov, Valerij Jakovlevič. - München : W. Fink, 1970, Nachdr., verm. um weitere Texte u. mit e. Einl. von Dmitrij Tschižewskij
- Rifma. Žirmunskij, Viktor Maksimovič. - München : Fink, 1970, Nachdr. d. Ausg. Petersburg 1923 / mit e. neuen Vorrede des Verf.
- Serbische und bulgarische Florilegien (Pčele) aus dem 13. - 15. [dreizehnten bis fünfzehnten] Jahrhundert. München : Fink, 1970, Nachdr. d. Ausg. von M.Speranskij (1904) / mit e. Einl. u. neuen Reg. von Dmitrij Tschižewskij.
- Tysjača let. Pil’njak, Boris. - München : Fink, 1970, Nachdr. d. Bd. 3 u. 4 d. Werkausg. Moskau, Leningrad 1929.
- Utro vnutri. Zack, Léon. - München : W. Fink, 1970
- Altar’ pobedy. Brjusov, Valerij Jakovlevič. - München : W. Fink, 1969, Nachdr. d. Bde 12 u. 13 d. Gesamtausg. d. Werke Brjusovs, St. Petersburg 1913
- Arabeski. Belyj, Andrej. - München : W. Fink, 1969, Nachdr. d. Ausg. Moskau 1911
- Drei russische Grammatiken des 18. Jahrhunderts. München : W. Fink, 1969, Nachdr. d. Ausg. von 1706, 1731 u. 1750. Mit e. Einl. von B. O. Unbegaun
- Knigi otraženij. Annenskij, Innokentij F.. - München : W. Fink, 1969, Nachdr. d. Ausg. St. Petersburg 1906 u. 1909
- Kreščenyj kitaec. Belyj, Andrej. - München : W. Fink, 1969, Nachdr. d. Ausg. Moskau 1927. Mit e. Einl. von D. Tschižewskij u. A. Hönig
- Literaturnye manifesty / Bd. 1. 1969, Nachdr. d. 2. Aufl. Moskau 1929
- Maski. Belyj, Andrej. - München : W. Fink, 1969, Nachdr. d. Ausg. Moskau, GIChL, 1932
- Masterstvo Gogolja. Belyj, Andrej. - München : W. Fink, 1969, Nachdr. d. Ausg. Moskau 1934. Mit e. Einf. von Dmitrij Tschižewskij
- Opyty. Brjusov, Valerij Jakovlevič. - München : W. Fink, 1969, Nachdr. d. Ausg. Moskau 1918. Mit e. Vorbemerkung von Dmitrij Tschižewskij
- Perepiska. Blok, Aleksandr Aleksandrovič. - München : W. Fink, 1969, Nachdr. d. Ausg. Moskau 1940
- Problemy dramaturgičeskogo analiza, Čechov. Baluchatyj, Sergej Dmitrievič. - München : W. Fink, 1969, Nachdr. d. Ausg. Leningrad 1927
- Simvolizm. Belyj, Andrej. - München : W. Fink, 1969, Nachdr. d. Ausg. Moskau 1910
- Vospominanija o A. A. Bloke. Belyj, Andrej. - München : W. Fink, 1969, Nachdr.
- Codex Slovenicus rerum grammaticarum. München : W. Fink, 1968, Nachdr. d. Separatdr., Berlin 1896
- Das dichterische Werk. Michna z Otradovic, Adam Václav. - München : W. Fink, 1968
- Ianua rerum. Comenius, Johann Amos. - München : W. Fink, 1968, Nachdr. d. Ausg. von 1681. Mit e. Einl. von Klaus Schaller
- Karlik favorita. Jakubovskij, Ivan A.. - München : W. Fink, 1968
- Lev Tolstoj. Ėjchenbaum, Boris Michajlovič. - München : W. Fink, 1968, Nachdr. d. Ausg. Leningrad 1928/1931
- Melissa. München : W. Fink, 1968, Griech. u. altruss. Nachdr. d. Ausg. von V. Semenov. Mit e. Einf. u. neuen Reg. von Dmitrij Tschižewskij
- Molodoj Tolstoj. Ėjchenbaum, Boris Michajlovič. - München : W. Fink, 1968, Nachdr. d. Ausg. Peterburg, Berlin 1922
- Moskva. Belyj, Andrej. - München : W. Fink, 1968, Nachdr. d. Ausg. Moskau 1926
- Stichotvorenija i šutočnye p’esy. Solov’ev, Vladimir S. - München : W. Fink, 1968, Nachdr. d. Ausg. Moskau 1922
- Vospominanija. Losskij, Nikolaj Onufrievič. - München : W. Fink, 1968
- Zabytye stichotvorenija. Slučevskij, Konstantin K.. - München : W. Fink, 1968
- Archaisty i novatory. Tynjanov, Jurij. - München : W. Fink, 1967, Nachdr. d. Leningrader Ausg. von 1929. Mit e. Vorbemerkung von Dmitrij Tschižewskij
- Die altrussischen hagiographischen Erzählungen und liturgischen Dichtungen über die Heiligen Boris und Gleb. München : W. Fink, 1967
- Die Legenden des Heiligen Sergij von Radonež. München : W. Fink, 1967, Nachdr. d. Ausg. von Tichonravov. Mit e. Einl. u.e. Inhaltsübersicht von Ludolf Müller
- Lermontov. Ėjchenbaum, Boris Michajlovič. - München : W. Fink, 1967, Nachdr. d. Leningrader Ausg. von 1924
- Majakovskij, novator jazyka. Vinokur, Grigorij O.. - München : W. Fink, 1967, Nachdr. d. Ausg. Moskau 1943. Mit e. Vorbemerkung von Dmitrij Tschižewskij
- Manifesty i programmy russkich futuristov. München : W. Fink, 1967
- Peterburg. Belyj, Andrej. - München : W. Fink, 1967, Nachdr. d. Moskauer Ausg. von 1928. Mit e. Einl. von Dmitrij Tschižewskij
- Prozračnost’. Ivanov, Vjačeslav I.. - München : W. Fink, 1967, Nachdr. d. Moskauer Ausg. von 1904. Mit e. Einl. von Johannes Holthusen
- Russkie noči. Odoevskij, Vladimir. - München : W. Fink, 1967, Nachdr. d. Moskauer Ausg. von 1913. Mit e. Einl. von Alfred Rammelmeyer
- Serebranyj golub’. Belyj, Andrej. - München : W. Fink, 1967, Nachdr. d. Ausg. Berlin 1922. Mit e. Einl. von Anton Hönig
- Smert’ Cezarja. Voltaire. - München : W. Fink, 1967
- Die slavische Manasses-Chronik. Constantinus, Manasses. - München : W. Fink, 1966
- Die Korsuner Legende von der Überführung der Reliquien des Heiligen Clemens. München : W. Fink, 1965
- Gebete. Kirill, Turovskij. - München : Eidos Verl. [W. P. Fink], 1965, Nach d. Ausg. in „Pravoslavnyi Sobesednik“ 1858
- Gedichte. Bunić-Vučićević, Ivan. - München : W. Fink, 1965
- Das Paterikon des Kiever Höhlenklosters. München : Eidos Verl. [W. P. Fink], 1964
- Kotik Letaev. Belyj, Andrej. - München : Eidos Verl. [W. P. Fink], 1964, Nachdr. d. Ausg. Petrograd 1922
- Zwei Erzählungen. Kirill, Turovskij. - München : Eidos Verl. [W. P. Fink], 1964, Nach d. Ausg. von Kalajdovič 1821
- Werke in Auswahl. Pachomij, Logofet. - München : Eidos Verl., 1963, Nachdr. d. Ausg. von V. Jablonskij. Mit e. Einl. von Dmitrij Tschižewskij
- Der serbische Alexanderroman. München : Fink
- Die Chronik des Georgios Hamartolos. Georgius, Hamartolus. - München : Fink, Nachdr. / Mit e. Einl. u. bibliograph. Hinweisen von Friedrich Scholz.
- Slovar’ drevnej i novoj poėzii. Ostolopov, Nikolaj Ḟ.. - München : W. Fink, Nachdr. d. Ausg. Petersburg, Tipogr. Imperatorskoj rossijskoj akademii, 1821
- Sobranie sočinenij. Chlebnikov, Velimir. - München : W. Fink, Nachdr.